# Billy the Kid Versus Dracula
Billy the Kid Versus Dracula este un film american Western de groază din 1966. Este regizat de William Beaudine; cu Chuck Courtney ca Billy the Kid și John Carradine ca Dracula.

## Distribuție
- Chuck Courtney - William "Billy the Kid" Bonney
- John Carradine - Count Dracula / James Underhill
- Melinda Plowman - Elizabeth (Betty) Bentley
- Virginia Christine - Eva Oster
- Walter Janovitz - Franz Oster
- Bing Russell - Dan "Red" Thorpe
- Olive Carey - Dr. Henrietta Hull
- Roy Barcroft - Sheriff Griffin
- Hannie Landman - Lisa Oster
- Richard Reeves - Pete (saloon keeper)
- Marjorie Bennett - Mary Ann Bentley
- William Forrest - James Underhill
- George Cisar - Joe Flake
- Harry Carey, Jr. - Ben Dooley (wagon master)
- Leonard P. Geer - Yancy (ca Lennie Geer)
- William Challee - Tim (station agent)